# Cross docking

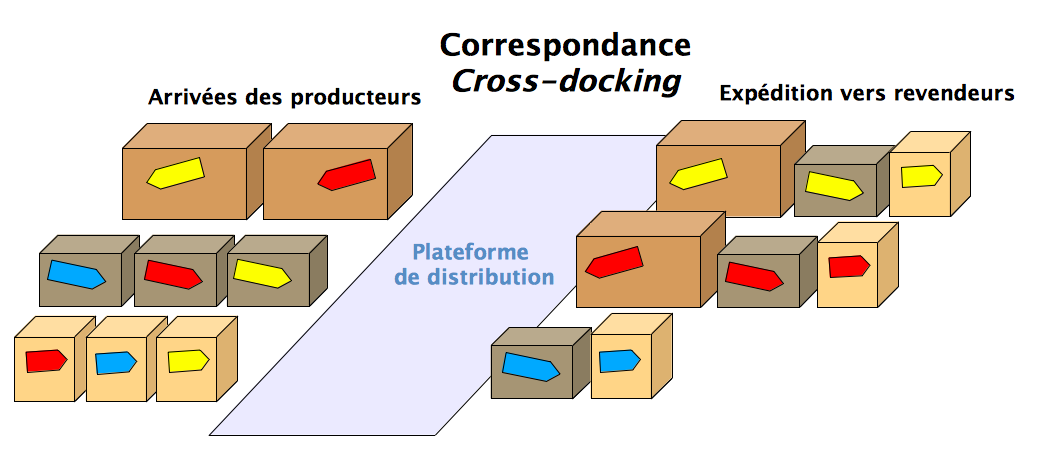

En Logística el Cross-docking corresponde a un tipo de preparación de pedido (una de las funciones del almacén logístico) sin colocación de mercancía en stock (inventario), ni operación de picking (recolección). Permite transitar materiales con diferentes destinos o consolidar mercancías provenientes de diferentes orígenes que puede variar dependiendo las necesidades del producto .
En sentido estricto el cross-docking se hace sin ningún tipo de almacenaje intermedio. 
Evitar las operaciones de almacenamiento permite reducir el plazo necesario a las operaciones logísticas. Es porque este sistema es utilizado especialmente, para los productos frescos o la prensa, por grandes distibuidores, (Centro Distribución París, Grupo Almacenes Éxito, Servientrega, Redetrans, Deprisa, Carrefour, Cecofar, Grupo Eroski, Centro Cuesta Nacional, Celsur Logística Profesional, Jumbo Retail, Fruvemex, Transfarmaco, Transportes Furlong, Walmart)   entre otros.
El "Cross-docking" es altamente beneficioso también en la industria automotriz, ya que haciendo una correcta ingeniería de ruta se logra un justo a tiempo que reduce costos de almacenaje y ayuda a prevenir paros de plantas, un excelente ejemplo es DHL Supply Chain ,XPO Logistics (es:)[t] (en:)  o Grupo Logístico Sesé y con clientes como Mercedes Benz, SEAT, Ford, GM, Daimler, BMW entre otros.
Se destacó la importancia del uso de plataformas de cross-docking como una práctica que además de reducir costos logísticos permite conectar orígenes de suministro con áreas de operaciones de una manera precisa, dispersa, flexible  y oportuna
Su intención es también acordar con los proveedores una preparación de la mercancía para reducir costes de recepción, almacenaje y preparación.
Para este sistema, se han implementado máquinas clasificadoras, que por medio de cintas transportadoras, y un sistema de clasificación, son capaces de distribuir automáticamente la mercancía por bocas de salida marcando el ritmo al operario, con el fin de abaratar costes.
También es posible realizar las operaciones de cross-docking necesarias en el momento de recepcionar pedidos y directamente en terminales de radiofrecuencia en línea, enviando así los materiales a sus posiciones de estiba o directamente a muelles, posiciones de salida o similar, permitiendo así una recepción de pedidos mixta, donde unos productos son almacenados y otros directamente servidos, eliminando operaciones intermedias, tal y como se realiza en algunos sistemas de gestión de almacenes

## Usos estratégicos del cross-docking
El cross-docking es especialmente útil en contextos donde se manejan grandes volúmenes de mercancías con una demanda estable y predecible, lo que facilita una planificación eficiente sin necesidad de mantener un stock elevado. También resulta ideal para productos perecederos o con fecha de caducidad, como los alimentos, ya que permite minimizar el tiempo en almacenamiento y reducir los costos asociados, especialmente en cámaras frigoríficas. Asimismo, es una estrategia eficaz para gestionar productos vinculados a promociones o rebajas, ya que permite responder rápidamente a picos de demanda, lo cual es común en el sector retail y tiendas de descuento. Finalmente, el cross-docking es ventajoso para artículos de alto valor y gran tamaño, como muebles o electrodomésticos, cuya entrega debe ser rápida: en estos casos, muchas empresas prefieren distribuir directamente desde centros logísticos en lugar de mantener inventarios amplios en cada punto de venta, reduciendo así costos y mejorando los tiempos de respuesta.  

## Tecnologías para llevar a cabo el cross-docking de manera eficiente
El cross-docking puede ser implementado con éxito gracias al uso de tecnologías avanzadas. En esta sección, veremos algunos ejemplos de tecnologías que pueden ayudar a las empresas a llevar a cabo el cross-docking de manera eficiente y efectiva. 
- Terminales de radiofrecuencia: Los escáneres de códigos de barras y RFID son herramientas valiosas para el cross-docking. Los escáneres permiten a los trabajadores de almacén identificar rápidamente los artículos y su ubicación, lo que ayuda a reducir errores y aumentar su productividad.
- Sistemas de software de gestión de almacenes: El uso de sistemas de software de gestión de almacenes puede ayudar a las empresas a planificar y optimizar el flujo de mercancías en el almacén. Los sistemas de gestión de almacenes pueden proporcionar información en tiempo real sobre la ubicación de la mercancía, el estado del inventario y los pedidos pendientes. De esta manera, los trabajadores pueden planificar y ejecutar el proceso de cross-docking efectivamente.
- Robots y las cintas transportadoras: Las empresas pueden utilizar sistemas de automatización para agilizar el proceso de cross-docking. Estos sistemas pueden transportar mercancías de manera eficiente y precisa, lo que ayuda a reducir los errores de procesamiento y aumentar la velocidad del proceso.[3]

## Principales ventajas
1. Ahorra espacio de almacenamiento ocupado: aunque hay que reservar una zona en el almacén dedicada a controlar y acondicionar las mercancías entrantes, el cross-docking libera espacio de almacenaje estable. Un beneficio ligado a este punto es el ahorro de coste de inventario.
2. Disminuye el número de operaciones y el manejo de cargas: se mantienen la descarga, el control de calidad, el acondicionamiento de pedidos y la expedición de mercancías, pero desaparecen etapas intermedias como el picking y el almacenaje. Esto supone un menor riesgo de dañar la mercancía, ya que su manipulación y transporte dentro del almacén se reduce. Además, como ventaja relacionada cabe reseñar el aumento de la productividad de los operarios.
3. Acorta los plazos de entrega y dota de mayor agilidad a la cadena de suministro: el cross-docking implica un ahorro de tiempo en la expedición de mercancías, ya que simplifica el proceso tradicional. Esto se traduce en una mejora del servicio al cliente.
4. Reduce la huella de carbono de la cadena de suministro: el impacto del cross-docking conlleva un ahorro energético en relación con el transporte de mercancías tanto fuera como dentro del almacén y esto permite ejecutar una cadena de suministro más ecológica y respetuosa con el medio ambiente.

## Riesgos que plantea el cross-docking
1. Mayor dependencia tecnológica: Se requiere una infraestructura tecnológica robusta para coordinar y ejecutar eficientemente este tipo de proceso.
2. Riesgo de errores: La precisión en la clasificación y envío de productos es crucial; cualquier error puede resultar en retrasos y costes adicionales.
3. Mayor integración de la cadena de suministro: El éxito depende en gran medida de la efectiva integración de todos los participantes de la cadena de suministro, lo que implica asegurar la compatibilidad de sistemas y la conexión fluida de la información entre proveedores y receptores.
4. Limitaciones en productos: No todos los productos son adecuados para el cross docking, especialmente aquellos que requieren manipulación especial o almacenamiento específico.
5. Inversión y rediseño del almacén: Este método puede necesitar cambios en las instalaciones de almacén para adaptarlo a esta actividad. Esto requiere inversión y rediseño, incluyendo la creación de espacio específico y la posible adquisición de sistemas de gestión adecuados.[5]